# بورانیا
بورانیا (به صربی: Boranja) یک کوه در صربستان است که در مالی زوورنیک واقع شده‌است. بورانیا ۸۵۶ متر بالاتر از سطح دریا واقع شده‌است.